# Stuck on You (chanson d'Elvis Presley)
Singles de Elvis Presley
A Big Hunk o' Love
(1959) It's Now or Never
(1960)
Clip vidéo
[vidéo] « Stuck on You (audio) », sur YouTube
Stuck on You est une chanson d'Elvis Presley, sortie en single sur le label RCA Victor en 1960.

## Composition
La chanson a été écrite par Aaron Schroeder et J. Leslie McFarland.

## Histoire
La chanson a été originellement enregistrée par Elvis Presley. Enregistrée par lui avec les Jordanaires le 21 mars 1960, elle sort en single deux jours plus tard, le 23 mars.